# Грчарське Равне
Грчарське Равне (словен. Grčarske Ravne) — поселення в общині Рибниця, регіон Південно-Східна Словенія, Словенія.